# Seaton, Devon
Seaton är en stad och civil parish i East Devon i Devon i England. Orten har 7 096 invånare (2011). Staden nämndes i Domedagsboken (Domesday Book) år 1086, och kallades då Flueta/Fluta.